# 上杉真穂
上杉 真穂（うえすぎ まお、1995年8月16日 - ）は、日本の陸上競技選手、長距離走。アジアマラソン選手権銀メダル。東京メトロ所属。

## 経歴
千葉県出身。八千代市立村上東中学校卒業、日本体育大学柏高等学校卒業。社会人ではスターツ、東京メトロに所属。
柏日体高（現・日体大柏高）では３年時に全国高校駅伝初出場を牽引し、本番も１区19位と力走。
2019年12月、中国・東莞で開催されたアジアマラソン選手権で２位。
2022年1月、大阪国際女子マラソンでは優勝した松田瑞生には振り切られたものの、2時間22分29秒で2位。2023年のマラソングランドチャンピオンシップ出場権を得た。
2023年1月、都道府県対抗女子駅伝では千葉県の5区を担当。13位で襷を受けた後、6人抜きの快走を見せ、13分07秒のタイムで区間賞に輝いた。
同年10月、2024年パリオリンピックをかけたマラソングランドチャンピオンシップでは11位で出場権獲得はならなかった。

## 主な記録
| 年     | 大会                               | 種目     | 順位     | 備考         |
| ------ | ---------------------------------- | -------- | -------- | ------------ |
| 2013年 | 全国高校駅伝女子                   | 1区      | 区間19位 | 日体大柏13位 |
| 2018年 | 東京マラソン                       | マラソン | 8位      |              |
| 2019年 | アジアマラソン選手権               | マラソン | 銀メダル |              |
| 2020年 | クイーンズ駅伝                     | 3区      | 区間11位 | スターツ15位 |
| 2021年 | 大阪国際女子マラソン               | マラソン | 4位      |              |
|        | 名古屋ウィメンズマラソン           | マラソン | 7位      |              |
|        | クイーンズ駅伝                     | 3区      | 区間14位 | スターツ18位 |
| 2022年 | 大阪国際女子マラソン               | マラソン | 2位      |              |
|        | クイーンズ駅伝                     | 1区      | 区間11位 | スターツ16位 |
| 2023年 | 都道府県対抗女子駅伝               | 5区      | 区間賞   | 千葉県6位    |
|        | 大阪国際女子マラソン               | マラソン | 4位      |              |
|        | 名古屋ウィメンズマラソン           | マラソン | 5位      |              |
|        | マラソングランドチャンピオンシップ | マラソン | 11位     |              |